# فرودگاه اوسویوس
فرودگاه اوسویوس (به انگلیسی: Osoyoos Airport) یک فرودگاه همگانی است که یک باند فرود آسفالت دارد و طول باند آن ۷۵۵ متر است. این فرودگاه در کشور کانادا قرار دارد و در ارتفاع ۳۳۵ متری از سطح دریا واقع شده است.